# Can Ràfols dels Caus
Can Ràfols dels Caus és una masia prop del poble de Cantallops (Alt Penedès), declarada bé cultural d'interès nacional.

## Història
En llindes i paviments es poden llegir una sèrie d'ampliacions i modificacions: 1634 (porta d'accés), 1674, 1764 (a la porta d'accés a la cuina del forn de pa), 1819 (capella), 1833 (marcada en una altra porta d'accés que antecedeix a la del 1634), i al baluard interior, la del 1864. El 1912 s'hi construí un gran celler, que encara es troba en funcionament.
Fins al començament de la dècada del 1930 va ser propietat de Pere Ràfols i Trabal, que va ser alcalde d'Avinyonet del Penedès i promotor de l'actual Casa de la Vila i del Centre Cultural de Cantallops. L'any 1933 va ser adquirida per Jacint Esteva i Fontanet, que el 1942 va deixar que filmessin a casa seva i a les rodalies la pel·lícula El ladrón del guante blanco. Una altra pel·lícula que es filmar aquí va ser El hijo de María, dirigida pel seu net Jacint Esteva Grewe, amb Núria Espert com a protagonista.

## Descripció
Es tracta d'un conjunt format per diverses construccions. La masia és de planta quadrada, i consta de planta baixa, pis i golfes. Hi ha afegida una ala lateral. La coberta és a dues vessants. Té cantoneres de pedra, torrelles de planta circular amb templets als angles, amb cúpules i espitlleres, així com baluards (interior i exterior) i una capella, d'una sola nau amb coberta a dos vessants i volta escarsera amb llunetes, i façana amb porta frontal de llinda i ull de bou.